# Хубер, Ханс (композитор)
Иога́нн Алекса́ндр Ху́бер (нем. Johann Alexander Huber, более известный как Ханс Ху́бер нем. Hans Huber; 28 июня 1852, Эппенберг-Вёшнау, Золотурн, Швейцария — 25 декабря 1921, Локарно, Тичино, Швейцария) — швейцарский композитор, пианист и педагог.

## Биография
В 1870—1874 годах учился в Лейпцигской консерватории  у Карла Рейнеке и Эрнста Рихтера. С 1877 года жил и работал в Базеле. В 1889 году становится преподавателем в Базельской музыкальной школе, а с 1905 года — в Базельской консерватории.
Среди его учеников были Ганс Мюнх и Герман Зутер.

## Сочинения
- симфония № 1 «Телль» / Tell (1880)
- симфония № 2 (по мотивам рисунков Арнольда Бёклина, 1897)
- симфония № 3 «Героическая» / Heroische (по серии рисунков Ханса Хольбейна «Пляска смерти», 1902)
- симфония № 4 «Академическая» / Akademische (1903)
- симфония № 5 «Романтическая» / Romantische (1905)
- симфония № 6 «Хиохоса» / Giojosa (1911)
- симфония № 7 «Швейцарская» / Schweizerische (1917)
- симфония № 8 «Весенняя» / Frühling (1920)
- опера «Весна мира» / Weltfrühling (1894)
- опера «Кудрун» / Kudrun (1896)
- опера «Симплициус» / Der Simplicius (по Xансу Гриммельсхаузену, 1912)
- опера «Стеклянная гора» / Der gläserne Berg (1915)
- опера «Прекрасная Белинда» / Die schöne Belinda (1916)
- опера «Плоды моря» / Frutta di mare (1918)